# Adam Jabłoński
Adam Jablonski (né le 7 février 1994) est un athlète polonais, spécialiste du 200 m et du relais.
Après avoir été quatrièmes des Championnats du monde juniors 2012, l'équipe de Pologne, avec comme dernier relayeur Adam Jablonski remporte le titre de champion d'Europe juniors à Rieti en 39 s 80 sous la pluie.